# نهائي كأس ملك إسبانيا 2000
نهائي كأس ملك إسبانيا 2000 هو النهائي رقم 98 في إطار بطولة كأس ملك إسبانيا ، جمعت المباراة النهائية بين ناديي إسبانيول وأتلتيكو مدريد بتاريخ 27 مايو على ميستايا بمدينة بلنسية. وتمكن نادي إسبانيول من تحقيق البطولة بتغلبه على أتلتيكو مدريد بهدفين مقابل هدف، ويحقق بذلك اللقب الثالث له بتاريخ المسابقة.

## الطريق إلى النهائي
(د: على ملعبه، خ: خارج ملعبه).
| إسبانيول   | إسبانيول | إسبانيول      | إسبانيول      | الدور        | أتلتيكو مدريد | أتلتيكو مدريد | أتلتيكو مدريد | أتلتيكو مدريد |
| ---------- | -------- | ------------- | ------------- | ------------ | ------------- | ------------- | ------------- | ------------- |
| الخصم      | إجم.     | مباراة الذهاب | مباراة الإياب |              | الخصم         | إجم.          | مباراة الذهاب | مباراة الإياب |
| قرطبة      | 3–1      | 1–1 (خ)       | 2–1 (د)       | الدور الأول  |               |               |               |               |
| ألباسيتي   | 2–0      | 0–0 (خ)       | 2–0 (د)       | الدور الثاني | لاس بالماس    | 4–2           | 2–2 (خ)       | 1–0 (د)       |
| سلتا فيغو  | 3–1      | 2–1 (د)       | 0–1 (خ)       | دور الـ16    | ريال يونيون   | 5–0           | 0–3 (خ)       | 2–0 (د)       |
| كومبوستيلا | 5–2      | 5–1 (د)       | 1–0 (خ)       | ربع النهائي  | رايو فايكانو  | 2–2 (ق.أ)     | 0–0 (د)       | 2–2 (خ)       |
| ريال مدريد | 1–0      | 0–0 (خ)       | 1–0 (د)       | نصف النهائي  | برشلونة       | 6–0           | 3–0 (د)       | 0–3 (خ) *     |

- رفض نادي برشلونة اللعب في مباراة الإياب بسبب الالتزامات الدولية للاعبين وتضارب المباراة مع أسبوع الفيفا، ولم يكن لديه ما يكفي من اللاعبين للعب المباراة (فقط تسعة لاعبين ميدانيين واثنين من حراس المرمى) ، بسبب رحيل معظمهم إلى معسكرات بلادهم، وتقدم برشلونة بطلب رسمي لتأجيل المباراة، لكن الاتحاد الإسباني رفضه، رغم منطقية طرحه، فالنادي لم يملك سوى 11 لاعبًا لوضعهم في أرض الملعب، منهم حارسين، أي أنه يملك 10 فقط، وهذا يمنع قانونيًّا انطلاق اللقاء من أساسه، تقدم القائد بيب غوارديولا وتحدث للحكم وقائد فريق أتلتيكو مدريد عن الظروف، فاعتذر لهما كنوع من الاحترام رغم وضوح عدم قدرة برشلونة على اللعب. وفي هذه الحالة، منحت لجنة المنافسة من الاتحاد الإسباني الفوز لأتلتيكو مدريد بنتيجة 3–0 ، وتم تغريم ومعاقبة النادي الكاتالوني (ولكن بعد ذلك نجح البرسا بأن ينجو من العقوبات المفترضة على هذا الانسحاب، حيث أنه كان مهددًا بعدم خوض النسخة التالية من بطولة الكأس ودفع غرامة مليوني يورو).

## التفاصيل
| إسبانيول                              | 2–1                | أتلتيكو مدريد             |
| ------------------------------------- | ------------------ | ------------------------- |
| راؤول تامودو 3' · سيرخيو غونزاليز 85' | تقرير (بالإسبانية) | جيمي فلويد هاسلبانك 90+1' |